# 캘리포니아 루터교 대학교
캘리포니아 루터교 대학교(California Lutheran University, CLU)는 미국 캘리포니아주 사우전드오크스에 위치한 사립 대학이다. 1959년에 설립되었으며 미국 복음주의 루터교회와 연계하고 있다. 1960년에 캘리포니아 루터교 칼리지(California Lutheran College)라는 교명으로 설립되었으며 캘리포니아 최초의 4년제 리버럴 아츠 칼리지였으며 벤투라군 최초의 4년제 사립 칼리지였다. 1986년 1월 1일에 캘리포니아 루터교 대학교로 교명이 변경되었다.